# Market Street
Market Street (Nederlands: Marktstraat) is een hoofdstraat in de stad San Francisco in de Amerikaanse staat Californië. Deze diagonale straat begint aan de Embarcadero bij het Ferry Building aan de noordoostelijke grens van de stad en loopt in zuidwestelijke richting door de binnenstad, langs het Civic Center en de wijk Castro, tot aan het kruispunt met Corbett Avenue in de wijk Twin Peaks. Vandaar uit loopt de straat verder onder de naam Portola Drive tot ze in het zuidwesten van San Francisco eindigt.
Market Street is een belangrijke as in de stad aangezien het de grens is tussen twee stratenrasters: ten zuidoosten lopen ze parallel met of staan ze loodrecht op Market Street, terwijl de straten in het noordoosten enkele graden verschillen met de richtingen van hoofdwindstreken. Market Street wordt weleens vergeleken met andere iconische straten in de wereld, zoals de Champs-Élysées, Fifth Avenue of Broadway.
Ook is Market Street een belangrijke ader voor het openbaar vervoer van de stad. Onder de straat liggen twee spoortunnels, die samen de zogenoemde Market Street Subway vormen. In de bovenste tunnelbuis zijn er voor de sneltramlijnen van SF Muni vijf stations gebouwd, waarvan er vier gedeeld worden met de lijnen van BART, die door de onderste tunnelbuis onder Market Street rijden. Daarnaast rijden bovengronds over de gehele lengte van de straat de historische trams van de F Market & Wharves-lijn en zijn er op twee kruisingen van Market Street, namelijk bij Powell en California Street, de eindpunten van de kabeltramlijnen te vinden.